# L'habitació tancada
L'habitació tancada (títol original en anglès: The Shuttered Room) és una pel·lícula britànica de David Greene, estrenada el 1967. Ha estat doblada al català.

## Argument
Dos esposos, Mike i Susan Kelton, de vacances decideixen visitar un vell molí abandonat considerat maleït.
Els dos escèptics entren a l'edifici i descobreixen que els rumors són certs.

## Repartiment
- Gig Young: Mike Kelton
- Carol Lynley: Susannah Whately Kelton / Sarah
- Oliver Reed: Ethan
- Flora Robson: tia Agatha
- Judith Arthy: Emma